# (1718) Намибия
(1718) Намибия (англ. Namibia) — типичный астероид главного пояса, который был открыт 14 сентября 1942 года финским астрономом Марью Вяйсяля в обсерватории Турку и назван в честь Намибии, государства в Южной Африке.

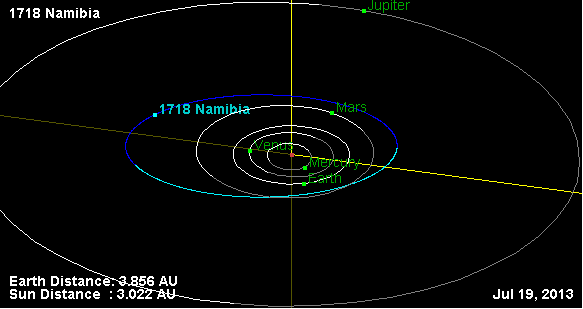
Орбита астероида Намибия и его положение в Солнечной системе